# 1 korona czechosłowacka (1961)
1 korona (cz. i słow. 1 koruna) – czechosłowacka moneta obiegowa o nominale 1 korony bita w latach 1961–1990, jednak pozostająca w obiegu do roku 1993. Autorką projektu była Marie Uchytilová-Kučová.

## Wzór
W centralnej części awersu zamieszczono herb Czechosłowackiej Republiki Socjalistycznej – znajdującego się na tarczy w kształcie husyckiej pawęży czeskiego wspiętego lwa o podwójnym ogonie. Na jego piersi umieszczono mniejszą tarczę z reprezentującym Słowaków symbolem watry na tle sylwetki tatrzańskiego szczytu Krywań. Wokół tarczy znalazła się legenda: zapisana wewnętrznie nazwa kraju („ČESKOSLOVENSKÁ SOCIALISTICKÁ REPUBLIKA”), u dołu zaś zapisany zewnętrznie rok bicia. 
Na rewersie monety znalazła się przyklękająca postać kobieca prawą ręką sadząca lipowe drzewko. W drugiej dłoni trzyma łopatę oraz kolejne sadzonki. Po lewej stronie monety, powyżej drzewka umieszczono dużą arabską cyfrę 1 odpowiadającą wartości nominalnej. U dołu, wzdłuż krawędzi monety zamieszczono oznaczenie projektanta, inskrypcję „M•KUČOVÁ”.

## Nakład
Moneta według projektu z 1961 roku stanowiła modyfikację korony z roku 1957. Zmiana wzoru awersu spowodowana była przyjęciem rok wcześniej socjalistycznej nomenklatury i symboliki. Zarządzeniem ministra finansów z dnia 18 listopada 1961 r. przewidziano, że nowe monety będą posiadały te same parametry fizyczne i wzór co wcześniejszy wariant, z uwzględnieniem jednak nowego herbu i nowej nazwy kraju. Tym samym zastosowanie miały wytyczne zawarte w zarządzeniu Ministra Finansów z 23 czerwca 1957 r. Krążki, z których bito monety jednokoronowe miały średnicę 23 mm i ważyły 4 gramy (±1,5%; z 1 kilograma wytwarzano 250 sztuk). Produkowano je z brązalu o składzie Cu91Al8Mn1. Dopuszczono odchylenia od wskazanej zawartości glinu (±1%) oraz manganu (±0,2%). Moneta miała ząbkowany rant. Nowe egzemplarze uzyskały moc urzędową z dniem 1 grudnia 1961 r.
Monety wytwarzane były w Mennicy w Kremnicy. Wybito 26 roczników jednokoronówek o łącznym nakładzie około 351 mln sztuk. W 1991 roku zostały one zastąpione monetami nowego wzoru z herbem Czeskiej i Słowackiej Republiki Federacyjnej. Oba typy monet zostały (wraz z wariantem z 1957 roku) wycofane z obiegu po rozpadzie Czechosłowacji – 30 września i 15 października 1993 r. (odpowiednio w Czechach i na Słowacji).
| rok  | nakład      |                   |
| ---- | ----------- | ----------------- |
| 1961 | 146 964 000 | [ 1 ] [ 2 ] [ 3 ] |
| 1962 | 146 964 000 | [ 1 ] [ 2 ] [ 3 ] |
| 1963 | 146 964 000 | [ 1 ] [ 2 ] [ 3 ] |
| 1964 | 146 964 000 | [ 1 ] [ 2 ] [ 3 ] |
| 1965 | 146 964 000 | [ 1 ] [ 2 ] [ 3 ] |
| 1966 | 146 964 000 | [ 1 ] [ 2 ] [ 3 ] |
| 1967 | 7 924 000   | [ 1 ] [ 2 ] [ 3 ] |
| 1968 | 10 696 000  | [ 1 ] [ 2 ] [ 3 ] |
| 1969 | 21 820 000  | [ 1 ] [ 3 ]       |
| 1970 | 31 036 000  | [ 1 ] [ 2 ] [ 3 ] |
| 1971 | 10 152 000  | [ 1 ] [ 2 ] [ 3 ] |
| 1975 | 6 657 000   | [ 1 ] [ 2 ] [ 3 ] |
| 1976 | 14 211 000  | [ 1 ] [ 2 ] [ 3 ] |
| 1977 | 10 434 000  | [ 1 ] [ 2 ] [ 3 ] |
| 1979 | 24 513 000  | [ 1 ] [ 2 ] [ 3 ] |
| 1980 | 24 513 000  | [ 1 ] [ 2 ] [ 3 ] |
| 1981 | 7 179 000   | [ 1 ] [ 2 ] [ 3 ] |
| 1982 | 17 162 847  | [ 1 ] [ 2 ] [ 3 ] |
| 1983 | 4 758 000   | [ 1 ] [ 2 ] [ 3 ] |
| 1984 | 9 732 957   | [ 1 ] [ 2 ] [ 3 ] |
| 1985 | 10 545 751  | [ 1 ] [ 2 ] [ 3 ] |
| 1986 | 2 789 000   | [ 1 ] [ 2 ] [ 3 ] |
| 1987 | 30 000      | [ 1 ] [ 2 ]       |
| 1988 | 29 999      | [ 1 ] [ 2 ]       |
| 1989 | 1 038 000   | [ 1 ] [ 2 ] [ 3 ] |
| 1990 | 19 368 000  | [ 1 ] [ 2 ] [ 3 ] |